# Huonia thisbe
Huonia thisbe – gatunek ważki z rodziny ważkowatych (Libellulidae).